# Colonia (departement)
Colonia is een departement in het zuidwesten van Uruguay, grenzend aan Argentinië. De hoofdstad is Colonia del Sacramento, direct tegenover Buenos Aires aan de Río de la Plata gelegen.
Het departement heeft een oppervlakte van 6.106 km2 en heeft 123.203 inwoners (2011). Het is een van de oorspronkelijke, in 1828 gecreëerde, departementen.
Inwoners van Colonia worden colonienses genoemd in het Spaans.

## Steden
- Colonia del Sacramento, hoofdstad, 21.714 inwoners
- Carmelo, 16.628 inwoners
- Juan Lacaze, 12.816 inwoners
- Rosario, 10.085 inwoners
- Nueva Helvecia, 10.002 inwoners